# Fischeria
Fischeria là chi thực vật có hoa trong họ Apocynaceae.